# Dysoxylum beddomei
Dysoxylum beddomei là một loài thực vật có hoa trong họ Meliaceae. Loài này được Hiern mô tả khoa học đầu tiên năm 1875.